# طيران نيوزيلندا الرحلة 901
طيران نيوزيلندا الرحلة 901 هي رحلة طيران من أوكلاند إلي كرايستشرش عائدة إلي أوكلاند في 28 نوفمبر 1979 وتحمل علي متنها 237 راكبا و20 من أفراد الطاقم وكانت الرحلة تقوم بجولة سياحية حول القارة القطبية الجنوبية وبسبب خطأ شركة الطيران حيث قامت الشركة المملوكة للدولة بإعادة برمجة نظام الملاحة في الطائرة دون إخطار الطيارين، مما جعل الطيارين يدخلون في منطقه جبلية بيضاء تعرضوا بسببها لخداع بصري اصطدمت الطائرة بجبل إريبس مما أدى إلي مقتل جميع الركاب والطاقم البالغ عددهم 257 شخصا.